# Туканские языки
Туканские языки, или языки тукано — языковая семья индейских языков Южной Америки.
Туканские языки достаточно близки между собой, для них характерно большое количество когнатов и наличие схожей грамматики.

## Изучение туканских языков
Туканские языки распространены на сложной с лингвистической точки зрения территории, где они находились в постоянном контакте с кечуанскими, аравакскими, карибскими, бора-уитотскими и пуйнавскими языками, а также некоторыми языками-изолятами. Сравнительное изучение туканских языков началось в конце XIX века c работы Дэниэла Бринтона «The American race. A linguistic classification and ethnographic description of the native tribes of North and South America» (1891 год). Тогда языки, составляющие туканскую семью, было принято относить к семье языков бетой.
В начале XX века ряд учёных занимались составлением списков слов туканских языков. В 1911 году Генри Буше и Поль Риве проанализировали материалы, собранные Теодором Кох-Грюнбергом, и выделили туканские языки в независимую языковую семью. Английское название «Tucanoan languages» было введено в серии книг «Handbook of South American Indians» в середине XX века.
Постоянные контакты между племенами тукано приводят к интенсивному влиянию языков друг на друга, что затрудняет построение внутренней классификации языков. В 1950 году Джон Мэйсон предложил разделение туканских языков на восточную и западную ветви, опираясь на описанную ранее лексику, а также географические и этнографические соображения. В 1969 году Соренсен представил классификацию восточной ветви, разбив представленные в ней языки на четыре группы. В 1972 году Натан Вальц и Альва Уилер разработали первую детальную классификацию туканской языковой семьи, опираясь на лексические совпадения в небольших группах языков. В своей работе они выделили третью, центральную ветвь туканских языков, к которой отнесли язык кубео. Терри Мэлоун в 1987 году предложила собственную классификацию, основываясь на фонетических соответствиях языков. Она также разбила туканские языки на три ветви, включая центральную, а также впервые обратила внимание на интенсивные процессы конвергенции и дивергенции, значительно затрудняющие построение генетической классификации.
Непосредственно лингвистические исследования языков туканской семьи появляются в литературе во второй половине 1960-х годов. Одной из первых работ является статья Артура Соренсена «Multilingualism in the Northwest Amazon», в которой он исследовал экзогамию в северо-восточных регионах бассейна Амазонки и вызванный этим явлением мультилингвизм. В 1969 Соренсен опубликовал диссертацию, посвящённую языку тукано. В то же время в SIL International были сделаны первые описания фонетики языков коренных народов Амазонии, включая восточные туканские языки гуанано и пиратапуйо. Позднее, в 1976 году была опубликована работа Натана Вальца «Discourse functions of Guanano sentence paragraph», посвящённая грамматике языка гуанано, в 1980 — статья Бирди Уэст «Gramática Popular del Tucano» о грамматике языка тукано.

## Классификация
В настоящее время единая классификация туканских языков остаётся открытой проблемой. Ниже представлена одна из классификаций, основанная на работе Жанет Барнес:
- Западные туканские языки
  - Северо-западные туканские языки
    1. Корегуахе (коррегуахе, какета, коревахе)
    2. Секоя
    3. Сиона (какавахе, пиохе, секойя, сиона-секойя) (†)

  - Юго-западные туканские языки
    1. Орехон (кото, пайогуахе, пайагуа, кото, пайовахе, пайява)
- Центральные туканские языки
  1. Кубео (кувео, кобеуа, кубева)
  2. Танимука-ретуара
- Восточные туканские языки
  - Северо-восточные туканские языки
    1. Пиратапуйо (вайкина, уикина)
    2. Тукано (тукана, дасеа)
    3. Гуанано (ванана, котедиа, ванана-пира)

  - Центрально-восточные туканские языки
    1. Ваймаха («бара́», барасано, ваймажан, северный барасано)
    2. Карапана (карапано)
    3. Десано (десано)
    4. Сириано
    5. Татуйо (оа, памоа, сина, сура, татутапуйо, хуна)
    6. Туюка (поканга, паканг, техука, теюка, туюка, бара)
    7. Вахиара (юрути)
    8. Писамира

  - Юго-восточные туканские языки
    1. Барасана-эдурия (тайвано, эдурия, южный барасано)
    2. Макуна (бухагана, вахана, макуна-эрулиа, макуна)

В современных работах оспаривается выделение центральной ветви. В частности, Б. Франчетто (Franchetto, Bruna) и Э. Гомес-Имберт (Gomez-Imbert, Elsa) в 2003—2004 годах отнесли кубео к восточной ветви, а танимука — к западной. По мнению ряда учёных, отличия кубео и танимука-ретуара от остальных туканских языков вызваны постоянным контактом этих двух языков с аравакскими. Справочник Ethnologue описывает 25 языков в семье тукано и относит кубео к центральной ветви, а танимука — к западной

## Лингвогеография

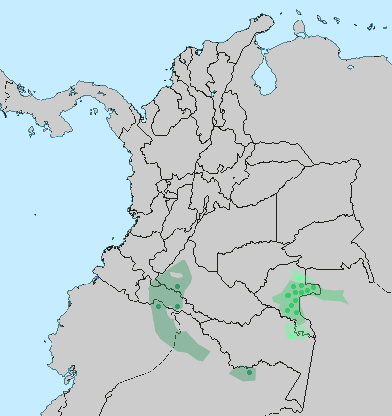
Распространение туканских языков:
- Восточные туканские языки (ярко-зелёный);
- Центральные туканские языки (бирюзовый);
- Западные туканские языки (тёмно-зелёный).
Точками указаны актуальные ареалы языков тукано (по Ж. Барнес). Затенённая область демонстрирует распространение языков до начала XX века

Туканские языки используются в северо-восточных регионах бассейна реки Амазонка. Суммарное число говорящих — около 42000 человек.
В бассейне реки Ваупес, где представлено 16 туканских языков, также живут носители языков аравакской и надахупской семей. Тесный контакт между племенами привёл к многочисленным заимствованиям между языками, поэтому многие лингвистические особенности характерны для всех языков региона. Значительное сближение между языками представлено в фонологии и синтаксисе, при этом лексических заимствований из языков других семей практически не наблюдается. Не менее семи веков туканские и аравакские племена практикуют экзогамию: браки заключаются исключительно между носителями разных языков. Поэтому характерно массовое многоязычие: взрослый человек знает пять-шесть языков, нередко знание десяти и более языков, причём смешения избегают, поскольку язык выступает в качестве этнического идентификатора. Наиболее распространённым является язык тукано, используемый в качестве лингва франка.
На языках западной ветви говорит около 4000 человек. Наиболее многочисленной является группа проживающих на территории Колумбии носителей корегуахе: более 1700 человек. Также в Колумбии и Эквадоре проживает около 2000 говорящих на языках сиона или секоя. Около 400 носителей языка орехон живут на территории Перу.
Языки центральной и восточной ветвей распространены в северо-западной части штата Амазонас в Бразилии и в департаменте Ваупес в Колумбии. Десано, гуанано, тукано, туюка, пиратапуйо и кубео встречаются на территории обеих стран, остальные представлены только в Колумбии. Общее число носителей обеих ветвей составляет примерно 26 тысяч человек. В ходе переписи населения в Колумбии выяснилось, что языком тайвано пользуется около четверти этнического населения; языками бара, татуйо и писамира — менее половины представителей соответствующих племён; прочими языками пользуются 60-80 % этнического населения. В Бразилии среди туканских языков наиболее распространён тукано — около 6000 носителей.

## Фонетика
Для туканских языков характерны схожие системы гласных и согласных звуков, а также наличие таких суперсегментных единиц, как назализация, тоны и/или ударение.
В каждом из туканских языков присутствует либо ударение, либо музыкальное ударение, различающие высокий и низкий тона. В случае музыкального ударения высокий слог обычно рассматривают как ударный слог. В некоторых языках (десано, туюка, вахиара, кубео) характерно наличие единственного ударного слога в фонологическом слове. В других языках (барасана, карапана и другие) возможны несколько высокотоновых слогов подряд. В ряде работ утверждается, что некоторые языки тукана, например, гуанано и сириано, обладают системой тонов.

### Гласные
Во всех туканских языках, кроме танимука, имеет место система гласных, основанная на следующих шести звуках:
|                | Задний ряд | Средний ряд | Передний ряд |
| Верхний подъём | i          | ɨ           | u            |
| Средний подъём | e          |             | o            |
| Нижний подъём  |            | a           |              |

Система гласных языка танимука основана на пяти фонемах: в отличие от прочих языков в ней не представлен неогублённый гласный верхнего подъёма среднего ряда (ɨ). Обычно данное отличие объясняется высоким влиянием аравакских языков на танимука.
Во всех языках туканской семьи каждый гласный звук представлен оральным и носовым вариантами, которые реализуются, соответственно, в оральных и назальных слогах. Некоторые языки, включая корегуахе, секоя, сиона и танимука, допускают дифтонги.

### Согласные
Всего современные языки тукано содержат от 10 (ваймаха, барасана, татуйо) до 18 (сиона, корегуахе) согласных фонем. Для всех языков тукано характерно противопоставление звонких и глухих взрывных согласных. Типичный набор согласных фонем, который представлен как минимум в пяти языках: карапана, сириано, туюка, вахиара, макуна, — включает три пары противопоставленных по звонкости/глухости взрывных согласных p и b, t и d, k и g; глухой сибилянт s; плавный согласный r; полугласные w и j, а также глухой глоттальный фрикатив h. Пиратапуйо и десано дополнительно имеют гортанную смычку; ваймаха и татуйо не содержат звука s; в барасана-эдурия отсутствует согласная фонема p. В ванано глухие взрывные согласные дополнительно различают по наличию/отсутствию придыхания. Для корегуахе более характерны носовые согласные, чем звонкие взрывные; глухие согласные используются с придыханием и без. Система согласных языка ванана включает три категории взрывных согласных: звонкие, глухие с придыханием и глухие без придыхания. В языке орехон помимо губно-губных и альвеолярных взрывных встречаются также звонкие имплозивные согласные с тем же местом образования. В секоя и сиона активно используются и носовые, и звонкие взрывные согласные в противоположность глухим взрывным.

## Морфология
Языки тукано — агглютинативные, основную словообразовательную роль в которых играют суффиксы. Префиксы практически не используются: два глагольных префикса имеются в корегуахе, в языке танимука префиксы участвуют в образовании местоимений. В бара, карапана и татуйо имеется префикс ka-, по всей видимости заимствованный из аравакского языка.

### Существительные
Существительные имеют категории числа и падежа.
Для одушевлённых существительных обычно используются суффиксы -(C)i для обозначения единственного числа мужского рода и -(C)o для единственного числа женского рода. Множественное число передаётся, как правило, с помощью суффиксов -al-ã, -ral-rã или -na, но встречаются и исключения. В восточных туканских языках в некоторых случаях, в частности, для обозначения животных, которые в основном наблюдаемы в группе (пчёлы, мошки), базовая форма слова имеет значение множественного числа. Единственное число образуется с помощью соответствующих суффиксов. Например:
- bũbĩã (бабушки) — bũbĩãwɨ̃ (бабушка) (язык туюка)[23]
- ĩa (гусеницы) — ĩabʉ̃ (гусеница) (язык барасана)[24]

Характерным для восточных туканских языков суффиксом множественного числа неодушевлённых существительных является -ri, для центральных и западных языков — суффиксы -a или -bã. Встречаются исключения. Так, например, в туюка существуют слова во множественном числе, требующие дополнительного суффикса для обозначения единственного числа:
- waí (куски) — waíwɨ̃ (кусок)[23]

Для обозначения неодушевлённых предметов, которые часто наблюдаются и поодиночке, и в группе, связке или грозди (например, помидоры, дрова), используются существительные, имеющие различные суффиксы в форме единственного и множественного чисел. Кроме того, для неодушевлённые существительные делятся на классы в зависимости от особенности обозначаемых предметов, и каждому классу соответствует свой суффикс-классификатор. В восточных туканских языках, а также в кубео и корегуахе эти суффиксы добавляются к числительным, притяжательным формам, существительным, указательным прилагательным и глаголам. В танимука суффикс не добавляется к притяжательным формам. Количество классификаторов значительно различается: в секоя их 17, в сиона — 20, в корегуахе — 28, в танимука — как минимум 21, в кубео — около 100. В восточных туканских языках количество классификаторов колеблется от 50 до 140: например, в туюка их 97, в барасана — 137
В восточных туканских языках локатив передаётся с помощью суффиксов -pi (большинство языков), -hi (барасана, макуна) или -ge (десано, сириано). В западных и центральных туканских языках языки имеют от одного до трёх различных локативных падежей. Среди прочих именных словообразовательных суффиксов отмечаются диминутивы, суффиксы, обозначающие вместилище, и некоторые другие.

### Глаголы
Агглютинативность языка тукано ярче всего проявляется в разнообразных формах глагола. Отдельный глагол состоит из глагольного корня и суффиксов, определяющих лицо, число, время и категорию эвиденциальности, а также может включать морфемы, обозначающие наклонение (индикатив, императив, интеррогатив), модальность, вид или залог (актив, рефлексив, каузатив)
Во всех туканских языках, за исключением танимука, отсутствуют описательные прилагательные, вместо них используются глаголы состояния.
Категория эвиденциальности в туканских языках сильно развита, встречаются системы с различным числом элементов. Примеры:
- В корегуахо и танимука системы трёхэлементные: различные формы глаголов для личного свидетельства, пересказа и предположения.
- В туюка обнаружено пять типов эвиденциальности: визуальное свидетельство, невизуальное свидетельство, логический вывод, пересказывательность и предположение[30].

### Прилагательные
В языках тукано представлены следующие категории прилагательных:
- указательные;
- числительные;
- квантификаторы[англ.].

В языке танимука присутствуют описательные прилагательные, в остальных языках им соответствуют глаголы состояний.

### Местоимения
В языках тукано распространена следующая схема личных местоимений:
- единственное число: первое лицо, второе лицо, третье лицо мужского рода, третье лицо женского рода, в некоторых языках — третье лицо среднего рода;
- множественное число: инклюзивное первое лицо, эксклюзивное первое лицо, второе лицо, третье лицо.

Субъектные и объектные местоимения не различаются. Притяжательная форма личных местоимений в некоторых языках (западные туканские, танимука и пиратапуйо) совпадает с субъектной формой, в остальных обозначается суффиксами (например, -ja для единственного числа и -je для множественного).
Ниже представлена сравнительная таблица личных местоимений некоторых туканских языков.
|                       | танимука | танимука | барасана | барасана | макуна | макуна | тукано | тукано | сиона | сиона      |
| ед.                   | множ.    | ед.      | множ.    | ед.      | множ.  | ед.    | множ.  | ед.    | множ. |            |
| 1-е лицо эксклюзивное | yiʔi     | yiha     | yʉ       | yʉa      | jɨ     | gɨa    | je̥e̥    | ügsa   | yĩ    | yĩkĩ       |
| 1-е лицо инклюзивное  | yiʔi     | bãrã     | yʉ       | bãdi     | jɨ     | bãdi   | je̥e̥    | manī   | yĩ    | yĩkĩ       |
| 2-е лицо              | bĩʔĩ     | bĩʔã     | bʉ̃       | bʉa      | bɨ̃     | bɨ̃a    | me̥e̥    | me̥gsa  | mwĩ   | mwĩsaŋsa̜re̥ |
| 3-е лицо, мужской род | iʔki     | iʔra     | ĩ        | ĩdã      | ĩ      | ĩdã    | ke̥e̥    | naa    | xãĩ̯   | xãĩŋwãi̥    |
| 3-е лицо, женский род | iʔko     | iʔra     | so, sõ   | ĩdã      | iso    | ĩdã    | koo    | aha    | xãõ̥   | xe̜kõwãĩ̥    |
| 3-е лицо, средний род | iʔka     | iʔra     | ti       | ĩdã      | iti    | iti    | —      | —      | —     | —          |

### Отрицание
Для языков тукано характерно наличие суффикса, добавление которого к глаголу образует отрицательную конструкцию. Кроме этого, в туканских языках обычно представлены глаголы со значением «не быть» и «не иметь». Для таких местоимений, как «все», «всё», «каждый», «некоторый», отрицательная форма не образуется — в туканских языках отсутствуют слова со значением «никто», «ни один», «ничего» и подобными. Также в большинстве представителей туканской языковой семьи (кроме корегуахе, танимука-ретуара и кубео) отсутствует слово для обозначения отрицательного ответа («нет!»). Отвечая на закрытый вопрос отрицательно, носители туканских языков используют развёрнутые конструкции («ты пойдёшь?» — «я не пойду»).

## Синтаксис
Туканские языки — языки номинативного строя. Для туканских языков характерен порядок слов OV, положение субъекта может изменяться. Например, для языка туюка характерен порядок слов SOV::
| Pakɨ́ | jái   | sĩã-jígɨ́.              |
| отец | ягуар | убить-EVD.PST.SCD.3MSG |
| отец | убил  | ягуара                 |

Также к типу SOV относятся ваймаха и кубео. Языки барасана-эдурия и макуна характеризуется как языки типа OVS.

## Комментарии
1. ↑  Занимающиеся сельским хозяйством аравакские и туканские племена пренебрежительно относятся к охотникам-собирателям надахупских племён и не вступают с ними в брак
2. ↑  Для формирования субстантивированных глаголов